# Achot Ier d'Arménie
Vous lisez un « article de qualité » labellisé en 2009.
Pour les articles homonymes, voir Achot Ier.
Achot Ier (en arménien Աշոտ Ա ; né vers 820, mort en 890), Achot Medz ou Ašot Meç (Աշոտ Մեծ, « Achot le Grand ») est un roi d'Arménie, membre de la famille arménienne des Bagratouni.
Neveu du prince d’Arménie Bagrat II Bagratouni et fils du sparapet (« généralissime ») Smbat VIII Bagratouni, il succède à son père dans cette fonction sous le nom d’Achot V après la reprise en main de l’Arménie par le Calife al-Mutawakkil et l’exil des princes arméniens dans les années 850. Combinant sa propre intelligence à l’affaiblissement des dynastes arméniens et à la division des émirs arabes, et équilibrant le pouvoir déclinant des Abbassides par la puissance renaissante de l’Empire byzantin, il devient prince des princes d’Arménie en 862, puis roi d’Arménie vers 885. Ce faisant, il contribue au rétablissement de la royauté arménienne, quatre siècles après son abolition par les Sassanides.
Ce souverain, véritable chef de famille des Bagratides arméniens et ibères, conclut diverses alliances matrimoniales et s’allie ainsi le Vaspourakan et la Siounie. En parallèle, il réduit le pouvoir des émirs arabes d’Arménie. Sous son règne, le pays connaît la croissance économique, une renaissance artistique et l’affirmation de son orthodoxie religieuse.
Son fils Smbat Ier lui succède à sa mort en 890.

## Contexte
Depuis la fin du VIIe siècle, l’Arménie est une province sous domination arabe, dirigée par un ostikan (« gouverneur ») arabe représentant le Calife omeyyade puis abbasside, et est un champ de bataille entre celui-ci et l’Empire byzantin jusqu’au début du IXe siècle. Afin de renforcer leur autorité, ces ostikans implantent dans les diverses contrées arméniennes des émirs. Les territoires des Bagratouni, situés au nord-ouest du pays et adossés à l’Empire byzantin et à l’Ibérie, sont toutefois relativement préservés du fait de cette situation périphérique, ce qui permet l’essor de cette famille au début du IXe siècle, et notamment sous le règne d’Achot IV le Carnivore, ichkhan (« prince ») d’Arménie en 804. La reprise en main de l’Arménie par le général turc Bougha au nom du Calife al-Mutawakkil dans les années 850 affecte cependant de nombreux nakharark dont les Bagratouni.

## Biographie

### Jeunesse
Achot naît vers 820 et est le premier enfant issu de l’union de Smbat VIII le Confesseur, fils cadet d’Achot IV et sparapet (« généralissime ») d’Arménie, et d’une certaine Hripsime. Les années de sa jeunesse sont marquées par des révoltes arméniennes et suivies par la reprise en main du pays ; malgré sa loyauté envers le Calife et une certaine collaboration avec les armées califales, qu’Achot est chargé d’informer, Smbat est envoyé en exil à Samarra avec de nombreux autres nakharark (dont notamment son frère, l’ichkhan Bagrat II, et les deux fils de ce dernier) et y meurt en captivité.
Achot est toutefois maintenu à la tête des domaines largement préservés de son père, situés autour de la ville de Bagaran (cantons de Shirak et d'Arsharounik de la province d’Ayrarat). Son titre de sparapet, précédemment porté par son père, est en outre confirmé par le Calife en 856. Dans les années qui suivent, Achot profite de circonstances intérieures et extérieures pour s’imposer au premier plan de la noblesse arménienne.

### Prince des princes
L’année 860 voit la reprise des guerres arabo-byzantines. Conscient du danger que pourrait représenter Achot, dont les territoires sont situés à la frontière byzantine, le calife Al-Musta`in se décide alors à se l’attacher et lui confère en 862 le titre d’ichkhanats ichkhan (« prince des princes », Batrik al-batarika selon les sources arabes),. Le Calife, dont le pouvoir est alors en déclin, y voit en outre un moyen de faire contrepoids aux émirs locaux. Avec ce titre, Achot reçoit les pouvoirs d’un ostikan sur les nakharark (qui ne tardent pas à le considérer de facto comme roi, ce dont témoignent les inscriptions remontant au milieu des années 870) et sur les émirs d’Arménie. L’ostikan arabe est toutefois maintenu, et le titre ne confère à Achot qu’une prééminence administrative et honorifique. Jouant l’équilibre entre Bagdad et Byzance, le Bagratide parvient en outre à faire reconnaître ce titre par cette dernière, via l’équivalent « archonte des archontes » (Archôn tôn archontôn).
Achot profite par ailleurs du vide créé au sein de la noblesse arménienne dans les années 850 : il procède ainsi à l’annexion du Bagrévand, dernière possession des Mamikonian, à la mort de Grigor Mamikonian en 862, avec confirmation du Calife. La même année, Achot intervient dans les affaires du Vaspourakan et de ses princes, les Arçrouni : il tente avec succès une médiation entre le jeune prince Grigor-Dérénik Arçrouni et son cousin Gourgen, qui l’a capturé ; soucieux de la montée en puissance vasprakanienne, Achot se retourne peu après contre Grigor-Dérénik, le fait prisonnier et réduit son domaine aux cantons environnant Van. Cette action réveille la fibre familiale de Gourgen, qui force Achot à relâcher Grigor-Dérénik ; la réconciliation est assurée par l’union de ce dernier avec Sophie, fille d’Achot. Enfin, Achot s’attache une autre importante maison arménienne, les Siouni, par un autre mariage, celui de sa seconde fille, Mariam, avec Vasak IV Gabour, prince de Siounie occidentale, tout en maintenant d'excellentes relations avec la branche orientale de la famille. Ces deux mariages lui assurent ainsi l’appui de ses gendres, qui semble ne lui avoir que rarement fait défaut,.
Fort de ces soutiens, Achot peut alors se retourner contre les émirs, et en particulier contre l’émir kaysite de Manazkert, qu’il neutralise en 863 avec l’aide de son frère Abas, devenu sparapet. En 877, il apporte son aide à l’ostikan afin de mater la rébellion de l’émir de Barda ; la résistance de ce dernier provoque cependant le remplacement de l’ostikan. Son successeur se réconcilie alors en secret avec l’émir et complote avec lui contre Achot, qui l’apprend et déjoue le complot : il envoie son frère Abas désarmer l’ostikan à Dvin et le raccompagner à la frontière, avec égard afin de prévenir d’éventuelles représailles califales. Les alliés de l’ostikan éloigné connaissent un sort différent : Achot défait les émirs de Barda et de Manazkert, et assiège cette cité vers 884 ; le siège est cependant levé en raison de l’affaire de la succession du Taron, dans laquelle l’entraîne son gendre Grigor-Dérénik Arçrouni. Ce dernier est en effet entré en conflit avec un autre Achot, prince bagratouni du Taron, qu’il cherche à remplacer par le frère de ce dernier, Davith Bagratouni, qui a l’avantage d’être le beau-frère du prince Arçrouni ; il y parvient en 878, mais Achot réussit à s’échapper grâce à la complicité de son geôlier, un certain Hasan, neveu de Grigor-Dérénik qu’il finit par ailleurs par capturer avant de le libérer à la suite de l’intervention du prince des princes.
Toujours sur le plan intérieur, Achot obtient en outre dans les mêmes années (peut-être même dès les années 860) la soumission des clans du Gougark et de l’Outik.
L’action d’Achot ne se limite toutefois pas à l’Arménie et s’étend à l’Ibérie voisine, où une branche cadette des Bagratouni s’est implantée à la fin du VIIIe siècle : il s’allie ainsi vers 875 à son beau-frère Bagrat Ier d'Ibérie contre son frère Gouaram V (qui est également le beau-frère d’Achot), qu’ils défont. Achot y gagne le canton frontalier d’Ashotz (province de Gougark) ainsi que celui de Gardman (province d’Outik) et place Bagrat dans sa sphère d’influence. De même, il apporte en 881 son appui au fils et successeur de Bagrat, David Ier, puis à son petit-fils Adarnassé IV, contre le fils de Gouaram, Narsès.

### Roi d'Arménie

L’Arménie bagratide vers l’an mil. Si les divisions intérieures ont évolué depuis la fin du règne d’Achot, l’étendue du pays n'a que peu varié. Les territoires contrôlés par Achot couvrent les futurs royaumes bagratides d’Ani, de Kars et de Lorri.

Les historiens arméniens Hovhannès Draskhanakerttsi, Samvel Anetsi et Stépanos Orbélian écrivent qu’en raison de ces réalisations, les princes et nakharark arméniens, au premier rang desquels se retrouvent Grigor-Dérénik du Vaspourakan, Vasak-Ichkhanik de Siounie orientale et Grigor-Soupan II de Siounie occidentale, ont demandé au Calife al-Mutamid d’élever Achot à la dignité de roi, lequel accède à leur demande vers 885,, probablement afin de flatter les Arméniens qu’il n’a pas réussi à mater ; il fait en outre apporter par l’ostikan une couronne à Achot, qui est sacré roi en sa capitale de Bagaran par le Catholicos Gévorg II. Le titre est par ailleurs immédiatement reconnu par l’empereur byzantin Basile Ier, qui qualifie Achot de « fils bien-aimé » et qui, selon les historiens Vardan Areveltsi et Kirakos Gandzaketsi, lui aurait également envoyé une couronne ; cet envoi, non relaté par Hovhannès Draskhanakerttsi et absent des sources byzantines, ne serait cependant qu’une fabrication littéraire.
Ce rétablissement de la monarchie arménienne, plus de quatre siècles après la déposition de la monarchie arsacide par les Sassanides de Perse, signifie « l’échec des Perses, des Byzantins et en dernier lieu des Arabes dans leurs tentatives successives d’assimilation du pays » ; définitivement débarrassé de l’ostikan arabe mais soumis à la supervision des émirs d’Azerbaïdjan, Achot reste néanmoins vassal du Calife, auquel il verse un tribut, tout en se déclarant également vassal de Byzance. En tant que représentant effectif du Calife, son autorité s’étend à tous les princes arméniens (même s’il n’est selon toute vraisemblance qu'un primus inter pares) ainsi qu’à Dvin et aux émirats de Manazkert et de Karin (voire, selon Constantin Porphyrogénète, à ceux de Her et de Salmast), même si ces derniers ont du mal à l’accepter. L’émir de Manazkert est ainsi défait et contraint de se soumettre à l’autorité royale en 885.
L’influence du nouveau roi continue de s’exercer tant en Arménie qu’en Ibérie. En 887, à la mort de son beau-fils Grigor-Dérénik Arçrouni, il règle la succession du Vaspourakan en plaçant son petit-fils Achot-Sargis sous la régence d’un autre Arçrouni, Gagik Aboumerwan. En 887/888, il soutient avec succès son neveu Adarnassé IV d'Ibérie contre Bagrat Ier d'Abkhazie. Également en 888, il envoie son frère le sparapet Abas mater l’insurrection du prince Sahak-Mleh de Vanand (région de Kars) ; la région est alors incorporée à ses territoires, la citadelle de Kars revenant à Abas. Achot doit cependant faire face au même moment à une rébellion en Gougark et y envoie son fils aîné et héritier Smbat ; victorieux, ce dernier s’y trouve toujours lorsque survient la mort du roi : victime d’une chute, le roi, cette « personnalité d’élite à la poigne solide doublée d’un esprit magnanime », s’éteint en 890 (voire 891) dans les bras de son ami le Catholicos Gévorg II et est enterré à Bagaran, « avec des robes dorées et un cercueil tout brillant d'or ». Gévorg II est son exécuteur testamentaire.
L’historien contemporain Hovhannès Draskhanakerttsi a ultérieurement brossé le portrait suivant du souverain :

« De belle taille, fort, avec des épaules larges, le visage agréable, il avait les sourcils noirs, une marque ou tache de sang dans les yeux, comme un point rouge au milieu d’une grosse perle, une belle et magnifique barbe. Il ne s’oubliait pas avec les gens riches dans les festins. Il ne méprisait pas les faibles, mais il étendait sur eux tous la robe de sa miséricorde et il s’occupait d’adoucir leurs maux. On l’entendit dire un jour qu’il ne faut jamais cesser d’agir pour le bien de l’humanité. »

— Hovhannès Draskhanakerttsi, Histoire d'Arménie, XVIII.

## Famille

### Descendance
Achot a eu sept enfants de son union avec une certaine Katranide ou Kotramide (née en 825) :
- Smbat Ier Nahadak (né vers 850, mort en 912), roi d’Arménie ;
- Isaac ou Sahak ;
- Schapouh, sparapet (mort en 912) ;
- David (mort en 902) ;
- Sophie, mariée en 863 à Grigor-Dérénik Arçrouni, prince de Vaspourakan ;
- Mariam (morte en 914), mariée à Vasak IV Gabour, prince de Gelarkounik ;
- une fille au prénom inconnu, épouse de Vahan, prince Arçrouni.

Ses descendants en ligne directe se maintiennent à la tête du royaume jusqu’en 1045, année de son annexion à l’Empire byzantin.

### Parentèle simplifiée
Considéré comme le tanuter (« aîné de la famille », « chef de famille »), tant par les Bagratides arméniens que par les Bagratides ibères,, Achot a une parentèle relativement complexe. Ses principaux liens familiaux peuvent se résumer au moyen de l’arbre suivant :
|                       |                       |                       |                       |                       |                       |                                            |                                            |                                            |                                            |                                            |                                            |                        |                        | Achot IV Prince d’Arménie | Achot IV Prince d’Arménie | Achot IV Prince d’Arménie | Achot IV Prince d’Arménie | Achot IV Prince d’Arménie | Achot IV Prince d’Arménie |                                                     |                                                     | ♀                                                   | ♀                                                   | ♀                                                   | ♀                                                   | ♀                                             | ♀                                             |           |           |                                                |                                                |                                                |                                                |                                                |                                                |  |  |  |  |                                |                                |                                |                                |                                |                                |  |  |  |  |                               |                               |                               |                               |                               |                               |  |  |  |  |  |  |  |  |  |  |  |  |  |  |  |  |  |  |  |  |
|                       |                       |                       |                       |                       |                       |                                            |                                            |                                            |                                            |                                            |                                            |                        |                        | Achot IV Prince d’Arménie | Achot IV Prince d’Arménie | Achot IV Prince d’Arménie | Achot IV Prince d’Arménie | Achot IV Prince d’Arménie | Achot IV Prince d’Arménie |                                                     |                                                     | ♀                                                   | ♀                                                   | ♀                                                   | ♀                                                   | ♀                                             | ♀                                             |           |           |                                                |                                                |                                                |                                                |                                                |                                                |  |  |  |  |                                |                                |                                |                                |                                |                                |  |  |  |  |                               |                               |                               |                               |                               |                               |  |  |  |  |  |  |  |  |  |  |  |  |  |  |  |  |  |  |  |  |
|                       |                       |                       |                       |                       |                       |                                            |                                            |                                            |                                            |                                            |                                            |                        |                        |                           |                           |                           |                           |                           |                           |                                                     |                                                     |                                                     |                                                     |                                                     |                                                     |                                               |                                               |           |           |                                                |                                                |                                                |                                                |                                                |                                                |  |  |  |  |                                |                                |                                |                                |                                |                                |  |  |  |  |                               |                               |                               |                               |                               |                               |  |  |  |  |  |  |  |  |  |  |  |  |  |  |  |  |  |  |  |  |
|                       |                       |                       |                       |                       |                       |                                            |                                            |                                            |                                            |                                            |                                            |                        |                        |                           |                           |                           |                           |                           |                           |                                                     |                                                     |                                                     |                                                     |                                                     |                                                     |                                               |                                               |           |           |                                                |                                                |                                                |                                                |                                                |                                                |  |  |  |  |                                |                                |                                |                                |                                |                                |  |  |  |  |                               |                               |                               |                               |                               |                               |  |  |  |  |  |  |  |  |  |  |  |  |  |  |  |  |  |  |  |  |
|                       |                       |                       |                       |                       |                       | Bagrat II Prince d’Arménie Prince de Taron | Bagrat II Prince d’Arménie Prince de Taron | Bagrat II Prince d’Arménie Prince de Taron | Bagrat II Prince d’Arménie Prince de Taron | Bagrat II Prince d’Arménie Prince de Taron | Bagrat II Prince d’Arménie Prince de Taron |                        |                        |                           |                           |                           |                           |                           |                           | Smbat VIII Sparapet                                 | Smbat VIII Sparapet                                 | Smbat VIII Sparapet                                 | Smbat VIII Sparapet                                 | Smbat VIII Sparapet                                 | Smbat VIII Sparapet                                 |                                               |                                               | Hripsime  | Hripsime  | Hripsime                                       | Hripsime                                       | Hripsime                                       | Hripsime                                       |                                                |                                                |  |  |  |  |                                |                                |                                |                                |                                |                                |  |  |  |  |                               |                               |                               |                               |                               |                               |  |  |  |  |  |  |  |  |  |  |  |  |  |  |  |  |  |  |  |  |
|                       |                       |                       |                       |                       |                       | Bagrat II Prince d’Arménie Prince de Taron | Bagrat II Prince d’Arménie Prince de Taron | Bagrat II Prince d’Arménie Prince de Taron | Bagrat II Prince d’Arménie Prince de Taron | Bagrat II Prince d’Arménie Prince de Taron | Bagrat II Prince d’Arménie Prince de Taron |                        |                        |                           |                           |                           |                           |                           |                           | Smbat VIII Sparapet                                 | Smbat VIII Sparapet                                 | Smbat VIII Sparapet                                 | Smbat VIII Sparapet                                 | Smbat VIII Sparapet                                 | Smbat VIII Sparapet                                 |                                               |                                               | Hripsime  | Hripsime  | Hripsime                                       | Hripsime                                       | Hripsime                                       | Hripsime                                       |                                                |                                                |  |  |  |  |                                |                                |                                |                                |                                |                                |  |  |  |  |                               |                               |                               |                               |                               |                               |  |  |  |  |  |  |  |  |  |  |  |  |  |  |  |  |  |  |  |  |
|                       |                       |                       |                       |                       |                       |                                            |                                            |                                            |                                            |                                            |                                            |                        |                        |                           |                           |                           |                           |                           |                           |                                                     |                                                     |                                                     |                                                     |                                                     |                                                     |                                               |                                               |           |           |                                                |                                                |                                                |                                                |                                                |                                                |  |  |  |  |                                |                                |                                |                                |                                |                                |  |  |  |  |                               |                               |                               |                               |                               |                               |  |  |  |  |  |  |  |  |  |  |  |  |  |  |  |  |  |  |  |  |
|                       |                       |                       |                       |                       |                       |                                            |                                            |                                            |                                            |                                            |                                            |                        |                        |                           |                           |                           |                           |                           |                           |                                                     |                                                     |                                                     |                                                     |                                                     |                                                     |                                               |                                               |           |           |                                                |                                                |                                                |                                                |                                                |                                                |  |  |  |  |                                |                                |                                |                                |                                |                                |  |  |  |  |                               |                               |                               |                               |                               |                               |  |  |  |  |  |  |  |  |  |  |  |  |  |  |  |  |  |  |  |  |
| Achot Prince de Taron | Achot Prince de Taron | Achot Prince de Taron | Achot Prince de Taron | Achot Prince de Taron | Achot Prince de Taron |                                            |                                            |                                            |                                            | Davith Prince de Taron                     | Davith Prince de Taron                     | Davith Prince de Taron | Davith Prince de Taron | Davith Prince de Taron    | Davith Prince de Taron    |                           |                           |                           |                           | Achot Ier Sparapet Prince des Princes Roi d’Arménie | Achot Ier Sparapet Prince des Princes Roi d’Arménie | Achot Ier Sparapet Prince des Princes Roi d’Arménie | Achot Ier Sparapet Prince des Princes Roi d’Arménie | Achot Ier Sparapet Prince des Princes Roi d’Arménie | Achot Ier Sparapet Prince des Princes Roi d’Arménie |                                               |                                               | Katranide | Katranide | Katranide                                      | Katranide                                      | Katranide                                      | Katranide                                      |                                                |                                                |  |  |  |  | ♀ ∞ Bagrat Ier Prince d’Ibérie | ♀ ∞ Bagrat Ier Prince d’Ibérie | ♀ ∞ Bagrat Ier Prince d’Ibérie | ♀ ∞ Bagrat Ier Prince d’Ibérie | ♀ ∞ Bagrat Ier Prince d’Ibérie | ♀ ∞ Bagrat Ier Prince d’Ibérie |  |  |  |  | ♀ ∞ Gouaram V Prince d’Ibérie | ♀ ∞ Gouaram V Prince d’Ibérie | ♀ ∞ Gouaram V Prince d’Ibérie | ♀ ∞ Gouaram V Prince d’Ibérie | ♀ ∞ Gouaram V Prince d’Ibérie | ♀ ∞ Gouaram V Prince d’Ibérie |  |  |  |  |  |  |  |  |  |  |  |  |  |  |  |  |  |  |  |  |
| Achot Prince de Taron | Achot Prince de Taron | Achot Prince de Taron | Achot Prince de Taron | Achot Prince de Taron | Achot Prince de Taron |                                            |                                            |                                            |                                            | Davith Prince de Taron                     | Davith Prince de Taron                     | Davith Prince de Taron | Davith Prince de Taron | Davith Prince de Taron    | Davith Prince de Taron    |                           |                           |                           |                           | Achot Ier Sparapet Prince des Princes Roi d’Arménie | Achot Ier Sparapet Prince des Princes Roi d’Arménie | Achot Ier Sparapet Prince des Princes Roi d’Arménie | Achot Ier Sparapet Prince des Princes Roi d’Arménie | Achot Ier Sparapet Prince des Princes Roi d’Arménie | Achot Ier Sparapet Prince des Princes Roi d’Arménie |                                               |                                               | Katranide | Katranide | Katranide                                      | Katranide                                      | Katranide                                      | Katranide                                      |                                                |                                                |  |  |  |  | ♀ ∞ Bagrat Ier Prince d’Ibérie | ♀ ∞ Bagrat Ier Prince d’Ibérie | ♀ ∞ Bagrat Ier Prince d’Ibérie | ♀ ∞ Bagrat Ier Prince d’Ibérie | ♀ ∞ Bagrat Ier Prince d’Ibérie | ♀ ∞ Bagrat Ier Prince d’Ibérie |  |  |  |  | ♀ ∞ Gouaram V Prince d’Ibérie | ♀ ∞ Gouaram V Prince d’Ibérie | ♀ ∞ Gouaram V Prince d’Ibérie | ♀ ∞ Gouaram V Prince d’Ibérie | ♀ ∞ Gouaram V Prince d’Ibérie | ♀ ∞ Gouaram V Prince d’Ibérie |  |  |  |  |  |  |  |  |  |  |  |  |  |  |  |  |  |  |  |  |
|                       |                       |                       |                       |                       |                       |                                            |                                            |                                            |                                            |                                            |                                            |                        |                        |                           |                           |                           |                           |                           |                           |                                                     |                                                     |                                                     |                                                     |                                                     |                                                     |                                               |                                               |           |           |                                                |                                                |                                                |                                                |                                                |                                                |  |  |  |  |                                |                                |                                |                                |                                |                                |  |  |  |  |                               |                               |                               |                               |                               |                               |  |  |  |  |  |  |  |  |  |  |  |  |  |  |  |  |  |  |  |  |
|                       |                       |                       |                       |                       |                       |                                            |                                            |                                            |                                            |                                            |                                            |                        |                        |                           |                           |                           |                           |                           |                           |                                                     |                                                     |                                                     |                                                     |                                                     |                                                     |                                               |                                               |           |           |                                                |                                                |                                                |                                                |                                                |                                                |  |  |  |  |                                |                                |                                |                                |                                |                                |  |  |  |  |                               |                               |                               |                               |                               |                               |  |  |  |  |  |  |  |  |  |  |  |  |  |  |  |  |  |  |  |  |
|                       |                       |                       |                       |                       |                       |                                            |                                            |                                            |                                            |                                            |                                            |                        |                        | Smbat Ier Roi d’Arménie   | Smbat Ier Roi d’Arménie   | Smbat Ier Roi d’Arménie   | Smbat Ier Roi d’Arménie   | Smbat Ier Roi d’Arménie   | Smbat Ier Roi d’Arménie   |                                                     |                                                     | Sophie ∞ Grigor-Dérénik Prince de Vaspourakan       | Sophie ∞ Grigor-Dérénik Prince de Vaspourakan       | Sophie ∞ Grigor-Dérénik Prince de Vaspourakan       | Sophie ∞ Grigor-Dérénik Prince de Vaspourakan       | Sophie ∞ Grigor-Dérénik Prince de Vaspourakan | Sophie ∞ Grigor-Dérénik Prince de Vaspourakan |           |           | Mariam ∞ Vasak IV Gabour Prince de Gelarkounik | Mariam ∞ Vasak IV Gabour Prince de Gelarkounik | Mariam ∞ Vasak IV Gabour Prince de Gelarkounik | Mariam ∞ Vasak IV Gabour Prince de Gelarkounik | Mariam ∞ Vasak IV Gabour Prince de Gelarkounik | Mariam ∞ Vasak IV Gabour Prince de Gelarkounik |  |  |  |  | David Ier Prince d’Ibérie      | David Ier Prince d’Ibérie      | David Ier Prince d’Ibérie      | David Ier Prince d’Ibérie      | David Ier Prince d’Ibérie      | David Ier Prince d’Ibérie      |  |  |  |  | Narsès Ier Prince d'Ibérie    | Narsès Ier Prince d'Ibérie    | Narsès Ier Prince d'Ibérie    | Narsès Ier Prince d'Ibérie    | Narsès Ier Prince d'Ibérie    | Narsès Ier Prince d'Ibérie    |  |  |  |  |  |  |  |  |  |  |  |  |  |  |  |  |  |  |  |  |
|                       |                       |                       |                       |                       |                       |                                            |                                            |                                            |                                            |                                            |                                            |                        |                        | Smbat Ier Roi d’Arménie   | Smbat Ier Roi d’Arménie   | Smbat Ier Roi d’Arménie   | Smbat Ier Roi d’Arménie   | Smbat Ier Roi d’Arménie   | Smbat Ier Roi d’Arménie   |                                                     |                                                     | Sophie ∞ Grigor-Dérénik Prince de Vaspourakan       | Sophie ∞ Grigor-Dérénik Prince de Vaspourakan       | Sophie ∞ Grigor-Dérénik Prince de Vaspourakan       | Sophie ∞ Grigor-Dérénik Prince de Vaspourakan       | Sophie ∞ Grigor-Dérénik Prince de Vaspourakan | Sophie ∞ Grigor-Dérénik Prince de Vaspourakan |           |           | Mariam ∞ Vasak IV Gabour Prince de Gelarkounik | Mariam ∞ Vasak IV Gabour Prince de Gelarkounik | Mariam ∞ Vasak IV Gabour Prince de Gelarkounik | Mariam ∞ Vasak IV Gabour Prince de Gelarkounik | Mariam ∞ Vasak IV Gabour Prince de Gelarkounik | Mariam ∞ Vasak IV Gabour Prince de Gelarkounik |  |  |  |  | David Ier Prince d’Ibérie      | David Ier Prince d’Ibérie      | David Ier Prince d’Ibérie      | David Ier Prince d’Ibérie      | David Ier Prince d’Ibérie      | David Ier Prince d’Ibérie      |  |  |  |  | Narsès Ier Prince d'Ibérie    | Narsès Ier Prince d'Ibérie    | Narsès Ier Prince d'Ibérie    | Narsès Ier Prince d'Ibérie    | Narsès Ier Prince d'Ibérie    | Narsès Ier Prince d'Ibérie    |  |  |  |  |  |  |  |  |  |  |  |  |  |  |  |  |  |  |  |  |
|                       |                       |                       |                       |                       |                       |                                            |                                            |                                            |                                            |                                            |                                            |                        |                        |                           |                           |                           |                           |                           |                           |                                                     |                                                     | Achot-Sargis Prince de Vaspourakan                  | Achot-Sargis Prince de Vaspourakan                  | Achot-Sargis Prince de Vaspourakan                  | Achot-Sargis Prince de Vaspourakan                  | Achot-Sargis Prince de Vaspourakan            | Achot-Sargis Prince de Vaspourakan            |           |           | Grigor-Soupan II Prince de Gelarkounik         | Grigor-Soupan II Prince de Gelarkounik         | Grigor-Soupan II Prince de Gelarkounik         | Grigor-Soupan II Prince de Gelarkounik         | Grigor-Soupan II Prince de Gelarkounik         | Grigor-Soupan II Prince de Gelarkounik         |  |  |  |  | Adarnassé IV Prince d’Ibérie   | Adarnassé IV Prince d’Ibérie   | Adarnassé IV Prince d’Ibérie   | Adarnassé IV Prince d’Ibérie   | Adarnassé IV Prince d’Ibérie   | Adarnassé IV Prince d’Ibérie   |  |  |  |  |                               |                               |                               |                               |                               |                               |  |  |  |  |  |  |  |  |  |  |  |  |  |  |  |  |  |  |  |  |

## Essor arménien sousAchotIer
Le règne d’Achot est marqué par un réel développement matériel du pays, et le retour de la monarchie est souvent décrit comme s’accompagnant d’une croissance économique, d’une renaissance artistique et de l’affirmation de l’orthodoxie religieuse arménienne (cf. infra). Les édifices sont rénovés : même si aucune de ses réalisations n’a survécu, on sait notamment grâce à Stépanos Taronetsi qu’il embellit les églises d’Arménie ; c’est par ailleurs sous son règne qu’apparaît le premier khatchkar (« pierre à croix »), dédié à son épouse Katranide (Garni, 879). Les villes et villages recommencent à se développer ; le roi s’intéresse en outre au développement des cultures, et aux vignobles en particulier.
Si royauté et prospérité semblent ici aller de pair, les transformations en cours à l’époque doivent toutefois encore faire l’objet de recherches afin de pouvoir préciser une éventuelle relation de cause à effet. Le domaine monétaire illustre notamment la complexité de la question, en ce que la vassalité politique maintenue du roi y trouve un reflet : Achot n’a jamais frappé de monnaies propres, une prérogative pourtant traditionnellement régalienne ; on ne lui connaît par ailleurs qu’un seul sceau, portant l’inscription suivante en arabe : Ashut ibn Sinbat, « Achot, fils de Smbat »,.

## Affaires religieuses

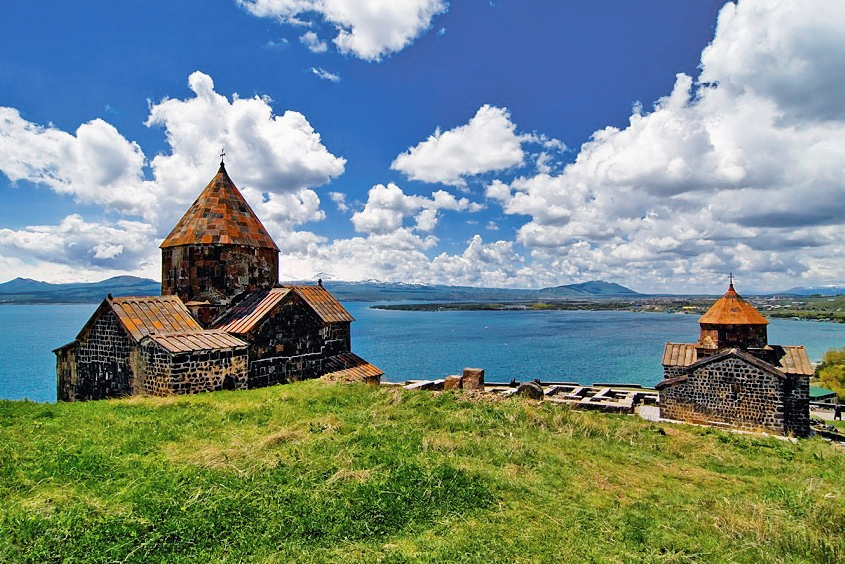
Monastère de Sevanavank, fondé en 874 par Mariam, et doté par Achot.

Tout au long de son règne, Achot fournit un appui constant à l’Église arménienne. Ce souverain rigoureux dans le domaine religieux perçoit en outre le danger d’un rapprochement avec l’orthodoxie byzantine, vu les prétentions toujours vives de l’empire sur l’Arménie, tout comme l’avantage qu’il peut en retirer en termes de reconnaissance byzantine de sa propre position. Ainsi, lorsque le patriarche de Constantinople Photios Ier tente en 862 de rallier l’Église arménienne en adressant deux lettres au Catholicos Zakaria de Tzak et à Achot, ces deux derniers convoquent un concile à Shirakavan ou Širakawan (autre résidence bagratide, également connue à l’époque sous le nom d’Erazgavors). La réponse ambiguë qui y est rédigée est dictée par Achot. Les échanges épistolaires avec Photios se poursuivent (Achot reçoit ainsi en 882 une lettre accompagnée d’une relique de la Vraie Croix, remise à Machtots de Sevanavank, ami d’Achot, et aujourd’hui perdue), sans progrès notable.
Il soutient également l’Église arménienne face aux velléités d’indépendance du catholicossat albanien, dont il obtient la soumission à Dvin en 877. En parallèle, Achot est connu pour ses rénovations d’églises et pour ses dons : Hovhannès Draskhanakerttsi précise ainsi qu’il a remis au Catholicos arménien « d’abondantes réserves de trésors à distribuer aux églises » ; le monastère de Sevanavank reçoit par exemple des terrains et des villages. Il conserve par ces différentes actions l’attachement et le soutien de l’Église arménienne durant tout son règne.
En même temps, si celle-ci préserve son autonomie par rapport au pouvoir politique, elle n’en subit pas moins son influence : Achot fait ainsi élire les Catholicos Zakaria de Tzak (855) et Gévorg II de Garni (877).